# Nasorolevu
Der Nasorolevu, auch Mount Batini genannt, ist mit 1032 Metern Höhe über dem Meer der höchste Berg der Fidschi-Insel Vanua Levu. Er liegt im Süden der Insel, etwa 10 km westlich von Nabua sowie 35 km südlich von Labasa, der größten Stadt der Insel.